# Aleje Jana Pawła II w Stalowej Woli
Aleje Jana Pawła II – główna ulica Stalowej Woli. Rozpoczyna się w miejscu połączenia ulic Rozwadowskiej i Klasztornej. Do skrzyżowania z ulicami Okulickiego i Chopina jest jednopasmowa. Następnie już jako droga dwujezdniowa biegnie na południe, w kierunku centrum miasta. Obok parafii Matki Bożej Królowej Polski, na skrzyżowaniu z ulicą Popiełuszki, przechodzi w ulicę Staszica. Znajduje się przy niej także budynek straży pożarnej oraz pomnik Patrioty ufundowany przez amerykańską Polonię. Stanowi fragment drogi wojewódzkiej nr 871 na odcinku od ulicy Okulickiego wraz z Chopina do ul. Komisji Edukacji Narodowej.